# Petar Živković

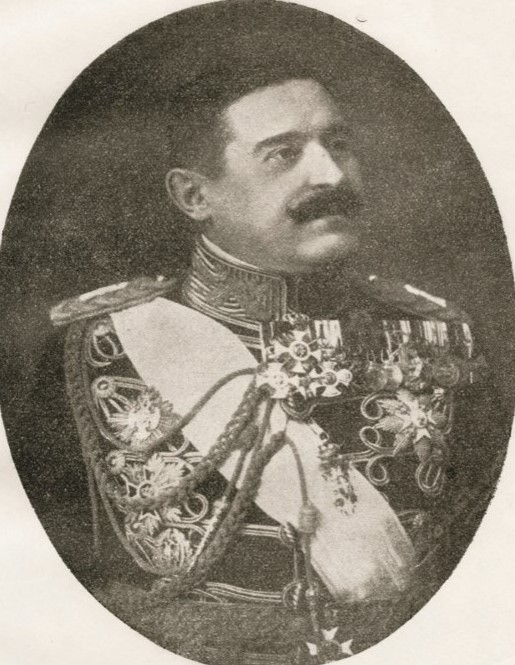
Petar Živković

Petar Živković (serbisch-kyrillisch Петар Живковић; * 1. Januar 1879 in Negotin, Serbien; † 3. Februar 1947 in Paris, Frankreich) war ein serbischer Offizier und Politiker in Jugoslawien. Er war vom 7. Januar 1929 bis zum 4. April 1932 Ministerpräsident des Königreichs Jugoslawien.

## Biografie
Petar Živković wurde 1879 im Fürstentum Serbien geboren. Er ging an ein Gymnasium in Zajecar und die Militärakademie von Belgrad. Als Soldat am serbischen Hof half er beim Sturz der Obrenović-Dynastie und bei der Ermordung von König Aleksandar Obrenović von Serbien (11. Juni), die von Oberst Dragutin Dimitrijević, dem Gründer und führenden Mitglied der nationalistischen Geheimorganisation Schwarze Hand, inszeniert wurde. Später gründete Živković 1912 seine eigene Geheimorganisation, die Weiße Hand, die als Gegenpart zur Schwarzen Hand dienen sollte.
1921 ernannte König Alexander I. von Jugoslawien Živković zum Kommandeur der königlichen Garde, doch wurde er kurzzeitig degradiert, weil ein junger Gardist ihn beschuldigte, er habe versucht, ihn zu verführen. 1929 wurde er im Rahmen der Königsdiktatur vom 6. Januar zum Ministerpräsidenten ernannt. Živković war nämlich  der Schwager von Bogoljub Jevtić, dem engsten Berater des Staatsoberhauptes, was ihm zugutegekommen sein dürfte.
Živković bekleidete das Amt als Mitglied der Jugoslawischen Radikalen Bauernpartei (JRSD), die nach den Wahlreformen die einzige legale Partei in Jugoslawien wurde. Als Ministerpräsident genoss er weder beim Militär noch bei anderen Politikern ein hohes Ansehen, was nicht nur an den weit verbreiteten Gerüchten über seine Homosexualität lag. Er trat 1932 als Ministerpräsident zurück und gründete kurz darauf die Jugoslawische Nationale Partei (JNS), deren Vorsitzender er 1936 wurde.
Nach der Ermordung Alexanders I. im Jahr 1934 übernahm sein Cousin Pavle Karađorđević das Amt des Regenten für den 11-jährigen Peter II. Zwischen Oktober 1934 und März 1936 amtierte Živković als Verteidigungsminister. Als Pavle 1941 den Dreimächtepakt unterzeichnete, verließ Živković Jugoslawien noch vor dem Einmarsch der Nazis. Er wurde Teil der jugoslawischen Exilregierung.
1946 wurde er in Abwesenheit in der Föderativen Volksrepublik Jugoslawien angeklagt und von den kommunistischen Behörden zum Tode verurteilt. Er konnte deshalb nicht zurückkehren, ging nach Italien und ließ sich schließlich in Frankreich nieder, wo er im Februar 1947 im Alter von 68 Jahren verstarb.